# Amastigia nuda
Amastigia nuda är en mossdjursart som beskrevs av Busk 1852. Amastigia nuda ingår i släktet Amastigia och familjen Candidae. Inga underarter finns listade i Catalogue of Life.